# Huis Sleeswijk-Holstein-Gottorp

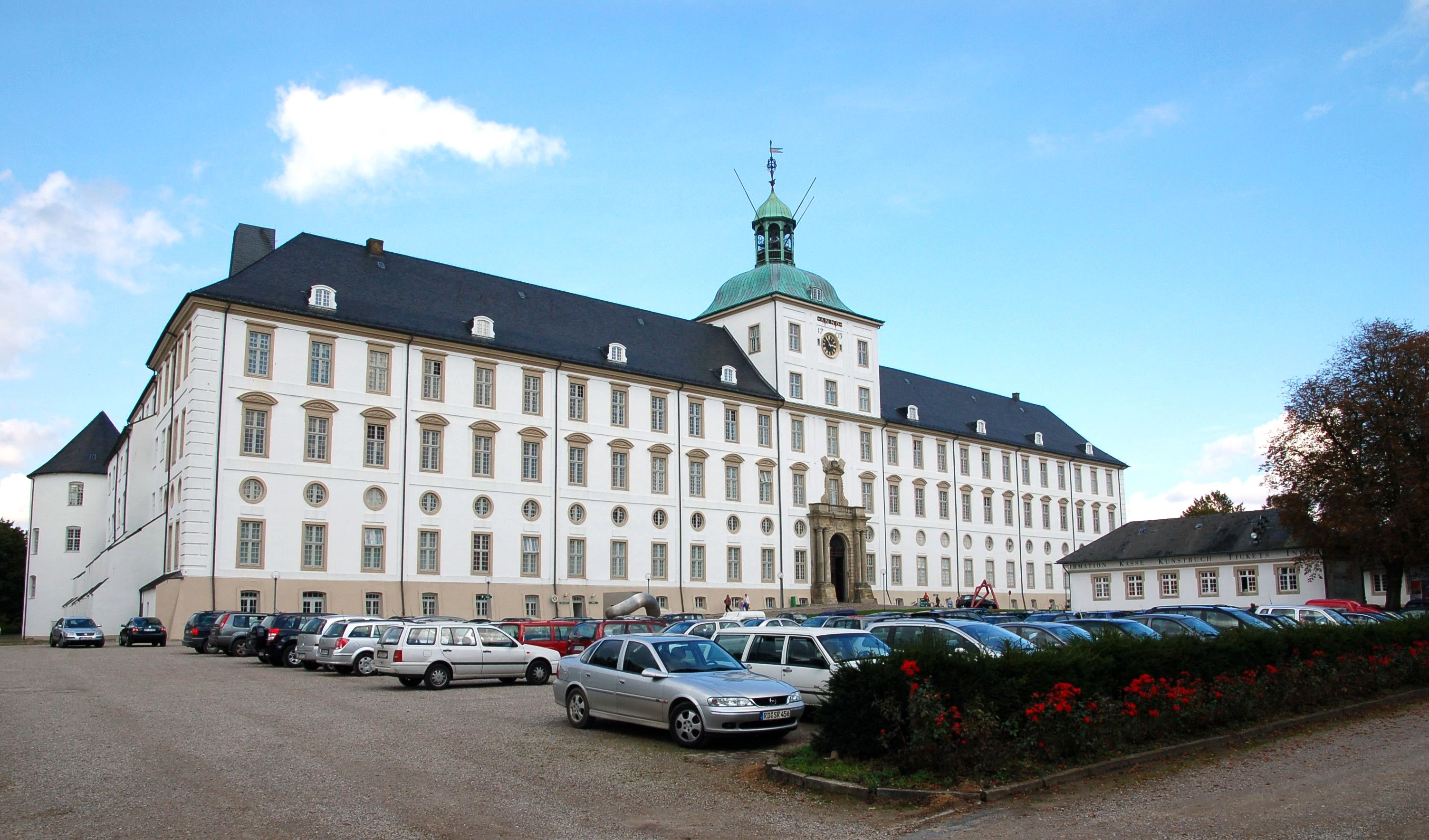
Slot Gottorf (Gottorp)

Het huis Sleeswijk-Holstein-Gottorp (Duits: Schleswig-Holstein-Gottorf), ook wel huis Holstein-Gottorf geschreven) was een vorstenhuis in de hertogdommen Sleeswijk en Holstein. Het hertogdom Holstein behoorde tot de Neder-Saksische Kreits binnen het Heilige Roomse Rijk. Sleeswijk was een Deens leengebied.
Gottorf is de naam van een slot (oorspronkelijk een burcht) die gelegen is op een eiland in de Schlei bij de stad Sleeswijk.

## Inleiding
Christiaan I van Denemarken werd in 1426 geboren als de zoon van graaf Dietrich van Oldenburg en Hedwig van Holstein-Rendsburg. Hij volgde zijn vader in 1440 op als graaf van Oldenburg en werd in 1448 tot koning van Denemarken gekozen. Het graafschap Oldenburg stond hij in 1454 af aan zijn jongere broer Gerhard VI. In 1459 volgde hij Adolf VIII, de broer van zijn moeder, op als graaf van Holstein. Ten slotte werd hij 1460 door de standen van het hertogdom Sleeswijk tot hertog gekozen. In 1474 werd het graafschap Holstein door de keizer tot hertogdom verheven. Er was dus een unie ontstaan van het koninkrijk Denemarken en de hertogdommen Sleeswijk en Holstein. Het hertogdom Holstein behoorde tot het Heilige Roomse Rijk, het hertogdom Sleeswijk niet.

## Het eerste huis te Gottorf (1490-1523)
Na de dood van koning Christiaan I in 1481 werd hij in de hertogdommen Sleeswijk en Holstein opgevolgd door zijn twee zoons Johan en Frederik I. De oudste zoon Johan was tevens koning van Denemarken. In 1490 vond er in enige mate een deling plaats: koning Johan kreeg het deel met de stad Segeberg en hertog Frederik kreeg het deel met Gottorf. De beide hertogdommen bleven een zekere eenheid behouden. Na de dood van Johan in 1513 werd hij opgevolgd door zijn zoon Christiaan II. Nadat deze in 1523 was afgezet en gevlucht, werd hertog Frederik als Frederik I de nieuwe koning. Ook de beide hertogdommen werden zo weer herenigd.

## Het tweede huis Gottorf (1544-1773)
Na de dood van koning Frederik I in 1533 deelden zijn drie zonen in 1544 de hertogdommen. Hierbij kreeg ieder van de drie broers een aandeel in beide hertogdommen.
- Christiaan III kreeg Sonderburg met Alsen, Arrö, Flensburg, Bredstedt, het gebied om Segeberg, Oldesloe, Plön, Steinburg, Reinfeld en Ahrensbök (hertogdom Holstein-Glückstadt)
- Johan kreeg Haderleben met Rendsburg, Tondern, Lügumkloster en Fehmarn (uitgestorven in 1580)
- Adolf kreeg Gottorf met Apenrade, Südschleswig, Stapelholm, Husum, Eiderstedt, Kiel, Neumünster, Oldenburg, Cismar, Neustadt, Trittau en Reinbeck.
- de kloosters, de ridderschap, de steden, de rechtspraak, het leger en de belasting bleven een gemeenschappelijke aangelegenheid.

Na het uitsterven van Holstein-Hadersleben in 1580 werd het gebied in 1581 verdeeld onder de twee overgebleven takken, waarbij Rendsburg aan de koninklijke tak te Sonderburg kwam en Fehmarn aan de hertogelijke tak te Gottorf. In 1640 kwam het graafschap Pinneberg aan beide takken na het uitsterven van de laatste graven van Holstein uit het huis Schaumburg. Het graafschap werd verdeeld, waarbij het ambt Barmstedt aan Holstein-Gottorp kwam. Hertog Frederik III van Holstein-Gottorp verkocht het ambt Barmstedt met Elmshorn in 1649 aan de koninklijke stadhouder Christiaan Rantzau. Een eigen universiteit voor het hertogdom Holstein werd in 1665 te Kiel gesticht.
De staatsrechterlijke positie van de hertogen binnen Sleeswijk was een bron van veel strijd met Denemarken. Door de Vrede van Roskilde in 1658 verwierf de hertog de volledige soevereiniteit in zijn aandeel. In het vergelijk van Rendsburg moest de hertog de leenheerschappij van Denemarken erkennen, maar de Vrede van Fontainbleau in 1679 herstelde de soevereiniteit van de hertog. De leenheerschappij moest opnieuw erkend worden in 1684 en het vergelijk van Altona in 1689 herstelde de soevereiniteit van de hertog weer. In de vrede van Traventhal in 1700 werd de soevereiniteit van de hertog bevestigd. De Vrede van Fredriksborg in 1721 maakt een definitief eind aan de strijd. De hertog moest zijn aandeel in Sleeswijk afstaan aan Denemarken. Het hertogdom Sleeswijk was dus herenigd. Wat de hertog resteerde was het hertogelijk aandeel in Holstein. De hoofdstad werd dan ook verplaatst naar Kiel.
In 1762 veranderde de machtsverhouding grondig, toen hertog Karel Peter Ulrich, die via zijn moeder een kleinzoon was van tsaar Peter de Grote, als Peter III de Russische troon besteeg. In 1767 sloten Rusland en Denemarken een vergelijk, waarin Holstein-Gottorp werd geruild tegen het graafschap Oldenburg. In 1773 werd het hertogdom Holstein-Gottorp overgedragen aan de koning van Denemarken. Oldenburg werd gegeven aan vorst Frederik August uit een jongere tak van het huis Holstein-Gottorp en werd in 1777 een hertogdom. Zijn familie noemde zich sindsdien Holstein-Oldenburg. De hoofdtak die op de Russische troon terechtkwam, ging de naam Romanov voeren maar behield daarnaast de titel van prins van Holstein-Gottorp.

## Stamboom
- Adolf (1526-1586), hertog van Sleeswijk-Holstein-Gottorp
 Christina van Hessen (1543-1604), dochter van Filips I van Hessen
  - Frederik II (1568-1587), hertog van Sleeswijk-Holstein-Gottorp
  - Sophia (1569-1634)  Johan VII van Mecklenburg (1558-1592)
  - Filips (1570-1590)
  - Christina (1573-1625)  Karel IX van Zweden (1550-1611)
  - Elisabeth (1574-1587)
  - Johan Adolf (1575-1616), aartsbisschop van Bremen, prins-bisschop van Lübeck, hertog van Sleeswijk-Holstein-Gottorp
 Augusta (1580-1639), dochter van Frederik II van Denemarken
    - Frederik III (1597-1659), hertog van Sleeswijk-Holstein-Gottorp
  Maria Elisabeth (1610-1684), dochter van Johan George I van Saksen
      - Sophia Augusta (1630-1680)  Johan van Anhalt-Zerbst (1621-1667)
      - Magdalena Sibylla (1631-1719)  Gustaaf Adolf van Mecklenburg-Güstrow (1633-1695)
      - Maria Elisabeth (1633-1665)  Lodewijk VI van Hessen-Darmstadt (1630-1678)
      - Hedwig Eleonora (1636-1715)  Karel X Gustaaf van Zweden (1622-1660)
      - Johan George (1638-1655)
      - Anna Dorothea (1640-1713)
      - Christiaan Albrecht (1641-1695), hertog van Sleeswijk-Holstein-Gottorp
  Frederika Amalia (1649-1704), dochter van Frederik III van Denemarken
        - Sophia Amalia (1670-1710)  August Willem van Brunswijk-Wolfenbüttel (1662-1731)
        - Frederik IV (1671-1702), hertog van Sleeswijk-Holstein-Gottorp
  Hedwig Sophia (1681-1708), dochter van Karel XI van Zweden
          - Karel Frederik (1700-1739), hertog van Holstein-Gottorp
  Anna Petrovna (1708-1728), dochter van Peter I van Rusland
            - Karel Peter Ulrich (1728-1762), hertog van Holstein-Gottorp en tsaar van Rusland
  Catharina Aleksejevna (1729-1796), dochter van Christiaan August van Anhalt-Zerbst (later bekend als Catharina de Grote)
              -  Paul I van Rusland (1754-1801), hertog van Holstein-Gottorp en tsaar van Rusland
 1  Wilhelmina Louisa (1755-1776), dochter van Lodewijk IX van Hessen-Darmstadt
 2  Sophia Dorothea Augusta Louisa (1759-1828), dochter Frederik Eugenius van Württemberg
                - Zie verder: Huis Romanov

        - Christiaan August (1673-1726), prins-bisschop van Lübeck
  Albertina Frederika (1682-1755), dochter van Frederik VII van Baden-Durlach
          - Hedwig Sophia (1705-1764), abdis van Herford
          - Karel August (1706-1727), prins-bisschop van Lübeck
          - Frederika Amalia (1708–1731)
          - Anna (1709-1758)  Willem van Saksen-Gotha-Altenburg (1701-1771)
          - Adolf Frederik (1710-1771), koning van Zweden
  Louisa Ulrika (1720-1782), dochter van Frederik Willem I van Pruisen
            - Gustaaf III (1742-1796), koning van Zweden
  Sophia Magdalena (1743-1813), dochter van Frederik V van Denemarken
              - Gustaaf IV Adolf (1778-1837), koning van Zweden
  Frederika (1781-1826)
                - Gustaaf (1799-1877)  Louise (1811-1854), dochter van Karel van Baden
                  - Carola van Wasa (1833-1907)  Albert van Saksen (1828-1902)

                - Sophie Wilhelmina (1801-1856)  Leopold van Baden (1790-1852)
                - Amalia Maria (1805-1853)
                -  Cecilia (1807-1844)  August van Oldenburg (1783-1783)

            - Karel XIII (1748-1818), koning van Zweden  Hedwig Elisabeth Charlotte (1759-1818), dochter van Frederik August van Oldenburg
            - Frederik Adolf (1750-1803)
            - Sophia Albertina (1753-1829), adbis van Quedlinburg

          - Frederik August (1711-1785), prins-bisschop van Lübeck, hertog van Oldenburg
  Ulrika Frederika Wilhelmina (1722-1787), dochter van Maximiliaan van Hessen-Kassel
            - Peter Frederik Willem (1754-1823), hertog van Oldenburg
            -  Hedwig Elisabeth Charlotte (1759-1818)  Karel XIII van Zweden (1748-1818)

          - Johanna Elisabeth (1712-1760)  Christiaan August van Anhalt-Zerbst (1690-1747)
          -  George Lodewijk (1719–1763)
  Sophia Charlotte (1722-1763), dochter van Frederik Willem II van Sleeswijk-Holstein-Sonderburg-Beck
            - Willem (1753-1774)
            -  Peter Frederik Lodewijk (1755-1829), hertog van Oldenburg
  Frederika (1765-1785), dochter van Frederik Eugenius van Württemberg
              -  Zie verder: Huis Oldenburg

        -  Maria Elisabeth (1678-1755), abdis van Quedlinburg

      - August Frederik (1646-1705), prins-bisschop van Lübeck  Christina (1656-1698), dochter van August van Saksen-Weißenfels
      -  Augusta Maria (1649-1728)  Frederik VII van Baden-Durlach (1647-1709)

    - Elisabeth Sophia (1599-1627)  August van Saksen-Lauenburg (1577-1656)
    - Adolf (1600-1631)
    - Dorothea Augusta (1602-1682)  Joachim Ernst van Sleeswijk-Holstein-Sonderburg-Plön (1595-1671)
    - Hedwig (1603-1657)  August van Palts-Sulzbach (1582-1632)
    - Anna (1604-1623)
    - Johan (1606-1655), prins-bisschop van Lübeck  Julia Felicitas (1619-1661), dochter van Julius Frederik van Württemberg-Weiltingen

  - Anna (1575-1625)  Enno III van Oost-Friesland (1563-1625)
  - Agnes (1578-1627)
  -  Johan Frederik (1579-1634), aartsbisschop van Bremen, prins-bisschop van Verden en Lübeck

## Verwante linies
- Hertogen van Sleeswijk
- Hertogen van Sleeswijk-Holstein-Sonderburg
- Hertogen van Sleeswijk-Holstein-Sonderburg-Beck
- Hertogen van Sleeswijk-Holstein-Sonderburg-Augustenburg
- Hertogen van Sleeswijk-Holstein-Sonderburg-Glücksburg
- Hertogen van Sleeswijk-Holstein-Sonderburg-Plön
- Sleeswijk-Holstein-Sonderburg-Glücksburg